# 3793 Leonteus
3793 Leonteus è un asteroide troiano di Giove del campo greco del diametro medio di circa 86,26 km. Scoperto nel 1985, presenta un'orbita caratterizzata da un semiasse maggiore pari a 5,2144613 UA e da un'eccentricità di 0,0892691, inclinata di 20,90198° rispetto all'eclittica.
L'asteroide è dedicato a Leonteo, capitano dei Lapiti.